# زالبة
زالبة هي إحدى البلديات التونسية من منطقة الوسط الشرقي. 
تنتمي إلى جهة المهدية من إقليم الساحل والترقيم البريدي لمركزها البلدي هو 5192. بلدية حديثة العهد تأسست سنة 2016 بأمر ترتيبي صادر بتاريخ 26 ماي 2016 و قد تم تركيزها عمليا بتاريخ 27 ديسمبر 2017, وتحدها من الشرق كل من بلديات ملولش والبرادعة بينما تحدها من الغرب بلدية التلالسة أما من الشمال فتحدها بلدية سيدي علوان بينما تحدها من الجنوب كل من بلديات جبنيانة والحنشة. تتكون بلدية زالبة من عمادات زالبة الغربية والنزهة وزالبة الشرقية ووادي باجة الجنوبية وزردة.
أول من شغل خطة كاتب عام لبلدية زالبة هو السيد جوهر بن عزيزة الذي عيّن بمقتضى قرار من وزير الشؤون المحلية والبيئة مؤرخ في 28 ماي 2018 و تم نشره لاحقا بالرائد الرسمي عدد 059 بتاريخ 24 جويلية 2018 حيث كلف السيد جوهر بن عزيزة، متصرف مستشار للداخلية، بمهام كاتب عام من الدرجة الثانية ببلدية زالبة. أما أول رئيس للمجلس البلدي بزالبة فقد كان السيد عبد الستار بوزيد الذي تمّ إنتخابه رئيسا للبلدية بتاريخ 2 جويلية 2018 من قبل أعضاء المجلس البلدي على دورتين. أما أول موظف فهو السيد النوري عبد النصير حيث تولى مهامه مسؤول على الحالة المدنية.
تشمل بلدية زالبة دائرة بلدية واحدة هي الدائرة البلدية زردة التي تشمل إداريا عماداتي زردة و وادي باجة الجنوبية و ترقيمها البريدي 5151. و قد وقع تركيز الدائرة البلدية زردة من بلدية زالبة في سنة 2020.